# Bernard Chevry
Bernard Chevry (* 3. November 1922 in Melun; † 17. Mai 2019 in Paris) war ein französischer Medienunternehmer und Produzent. Er gründete Messen für Fernseh- und Musikrechte. Der von ihm produzierte Dokumentarfilm Die Musik – mein Leben wurde mit dem Oscar ausgezeichnet.

## Leben
Bernard Chevry begann sein Unternehmertum als Verleger. Als solcher brachte er das Vertriebssystem des Buchklubs nach Frankreich. 1950 wurde er Chefredakteur der Zeitschrift Official Toy. Chevry beteiligte sich dabei an der Gründung einer Spielemesse. 1957 wurde er Co-Produzent einer Kindersendung und produzierte in der Folge fünf Filme, darunter auch den Film über Artur Rubinstein Die Musik – mein Leben (L’amour de la vie – Artur Rubinstein), der 1970 mit einem Oscar in der Kategorie „Bester Dokumentarfilm“ ausgezeichnet wurde.
Chevry gründete 1963 die Messe für Fernsehrechte Mip TV und die Musikmesse Midem sowie 1985 die Mipcom. Die Gründung von Mip TV entsprang der Idee, seinem Freund Bruno Coquatrix bei der Vermarktung von Aufnahmen aus dem Olympia helfen zu wollen. Die Messe Mip TV wurde zunächst als Marché International des Programmes de Télévision in Lyon veranstaltet, aber bald nach Cannes, dem Ort der Filmfestspiele von Cannes verlegt. Chevry fasste diese Veranstaltungen unter dem Dach der Midem Organisation zusammen, die er 1988 an TVS veräußerte.